# Musée-école de la Perrine
Pour les articles homonymes, voir Musée des beaux-arts.
Le Musée-école de la Perrine était un musée d'art situé à Laval, dans un ancien hôtel particulier, la folie de la Perrine à proximité de la cité historique de Laval, dans le Jardin de la Perrine. Sa collection fait désormais partie de celle du Musée des Beaux-Arts de Laval. Il présentait une collection d'œuvres d'art acquise ou donnée au XXe siècle, par le fondateur Adrien Bruneau et ses successeurs : Pierre Bouvet et Bernard Legendre.
Ecole d’initiation artistique et musée pédagogique, le musée dispensait un enseignement du dessin et des arts appliqués. Cette activité a donné à la France de nombreux professeurs, des centaines d'artisans soucieux de beauté, et des milliers de jeunes sensibles à l'Art et à la grandeur de la technique.
Le musée-école était administré par la mairie de Laval.

## Historique

### Origine
À partir de 1887, la Société des Arts Réunis de Laval modifie son programme et se consacre surtout à l'encouragement du dessin dans les écoles. Elle organise maintenant des concours scolaires au Palais de l'Industrie et à la Perrine, et, parmi ses lauréats, on relève les noms d'Adrien Bruneau, Léo Lelée, Henri Boucrel et de Léon Placé. 
La Perrine devient alors un des lieux de prédilection  et de réussite, où le fondateur avait fait ses premières armes dans le domaine de l'Art. Interrompue pendant la guerre, l’activité de la Société des Arts Réunis reprend en 1920. Avec la constitution d'un nouveau bureau en 1921, plusieurs amis ou camarades du Lycée de Laval assurèrent le rayonnement de la société : Jules Trohel, Emile Sinoir, Albert Goupil. Ils sont parmi les acteurs locaux qui seront essentiels avec Adrien Bruneau à la création du Musée-Ecole.

### Lancement
« Le Musée-Ecole est un cadre pour les études qui place l'élève dans un milieu de choix où la lumière et les vues sur un bel horizon facilitent un travail d'essence poétique. Le voisinage immédat du tombeau du célbre peintre lavallois, le Douanier Rousseau ajoute quelque chose de particulièrement émouvant à ce foyer d'art.

Adrien Bruneau »
À la retraite en 1935, Adrien Bruneau fonda avec le concours de son ancien condisciple de lycée Adolphe Beck, en 1936 le musée-école de La Perrine à Laval (Mayenne).
Dans la séance du Conseil Municipal de Laval du 27 octobre 1936, Jules Trohel, président de la Société des arts réunis de Laval, et conseiller municipal affectait le pavillon de Jardin de la Perrine à l' Ecole de dessin floral et d'Art appliqué. Le Musée-Ecole était né.
Le musée est inauguré le 15 septembre 1937 consacré à la formation technique et à l'éducation artistique des élèves. Il veut rendre à sa ville natale « le bien qu'elle lui avait fait : créer une œuvre à la portée de tous, grands et petits, capable de les hausser vers le Haut et de leur donner le goût d'une vie meilleure ». L'innovation est placée sous le patronage des Beaux-Arts, de l'Enseignement technique, et de la direction de l'Enseignement primaire.
La pavillon du jardin de la Perrine, qui servait alors auparavant de zone de dépôt, fut par les soins de l'adjoint au maire Henri Boucrel restauré et adapté au nouveau rôle qu'Adrien Bruneau avait rêvé pour lui : servir de cadre éducatif à la jeunesse de la ville. Des cours et une école de dessin sont lancées. Des conférences et des expositions seront organisées. Les premiers professeurs sont Adrien Bruneau et Léon Placé.
En 1950, Adrien Bruneau passe la main : Pierre Bouvet devient directeur et René Lefeuvre administrateur.

## Expositions
La première exposition organisée en 1937 est une exposition de dessins scolaires, intitulée de la Maternelle à l'Ecole des Beaux Arts.
Par la suite, Adrien Bruneau prépare quelques expositions remarquables avec de nombreux artistes locaux reconnus jusque dans les années 50: 
- 1938 : les œuvres de Léopold Lelée ;
- 1938 : Les arts graphiques et le livre illustré, avec entre autres les oeuvres du graveur sur bois Clément Bellanger[8], et de l'aquafortiste Paul-Emile Leterrier[9] ;
- 1939 : les œuvres de Louis-André Margantin ;
- 1939 : les œuvres de Julien Chappée ;
- 1940 : Salon des aquarellistes : avec entre autres Jules Hervé-Mathé, les généraux Réquin et Georges Lascroux, Andrée Bordeaux-Le Pecq, Berthe Marcou, Géo Ham, Léopold Lelée, Frock[10], Mme Baretta-Bruneau, et une rétrospective de Julien Gerre...
- 1941 : les œuvres d' Henri Gibon ;
- 1942 : les œuvres d' Henri Boucrel ;
- 1942 : les arts appliqués et l'art artisanal ;
- 1943 : Salon d'art moderne : avec entre autres  Adelyne Neveux , Raymond Dubois, Alfred Latouche-Bourel, Jean Le Solleuz, Georges Lascroux, Hubert Le Marois, Louis Margantin, Maur Cocheril, Pauline Bisson-Watel, Pierre Bouvet, Julien Chappée, Frédéric Chauveau, ... ;
- 1943 : La France que nous aimons, par les écoliers Lavallois ;
- 1944 : Salon d'art moderne : avec entre autres  Emile Lascroux , Louis Vincent, Robert Tatin, René Bussinger, Morvan Marchal, Louis-André Margantin, Philippe Le Gouaille[11], Jules Hervé-Mathé, Maurice Rocher, Georges Lascroux, Roger-Louis Roussel de Préville, Raymond Dubois, R.P. Berchmard, Andrée Bordeaux-Le Pecq, Léon Guinebretière, Marc Delattre, François Bellanger, Zocchetto, Berthe Marcou, Sabine Monceaux, ... ;
- 1945 : Salon d'art moderne ;
- 1946 : L'Histoire du rire et de la caricature ;
- 1946 : Salon d'art moderne : avec entre autres René Joubert[12],[13],[14], Eugène Ruault, ... ;
- 1946 : Salon des chrysanthèmes ;
- 1947 : Salon d'art moderne ;
- 1948 : Salon de la caricature et du rire ;
- 1948 : Salon d'art moderne : avec entre autres Berthe Marcou, Julien Chappée, Maxime Durander, Philippe Le Gouaille, Thérèse Renier, André Sablé, Pauline Bisson-Watel, Raymond Dubois, Robert Tatin, Eduard Dubs, Georges Lascroux, Roger Cailleté, Kiyoshi Hasegawa, Alfred Latouche-Bourel, Jean Le Solleuz, Jacques Jousseaume, Louis-André Margantin, ... ;
- 1948 : Les Dons faits au Musée-Ecole depuis sa création ;
- 1948 : les œuvres de Pierre Bouvet ;
- 1949 : Salon d'art moderne ;
- 1949 : L'exposition du Livre et de l'Imagerie populaire ;
- 1950 : les œuvres de Pierre Charron ;
- 1950 : Salon d'art moderne ;
- 1951 : Art et Locomotion en hommage à Alain Gerbault avec Géo Ham, Emile Lascroux, Marin-Marie ;

## Collections
Issues de nombreux dons, legs, acquisitions ou dépôts, les œuvres sont situées désormais dans le fonds du musée des Beaux-Arts. On y trouve des oeuvres données à Adrien Bruneau par les artistes ou leurs familles : Adrien Bruneau, Léopold Lelée , Adolphe Messager, Henri Gibon, Ludovic Alleaume, des aux-fortes envoyés par l'Etat en 1943, le publicitaire Frock, Georges Lascroux, Roger-Louis Roussel de Préville, Eugène Ruault, Auguste Alleaume, Ludovic Alleaume, Julien Chappée, Yves Brayer, Emile Sinoir, etc.

## Sources partielles
- L'Oribus. Groupe de recherches sur le mouvement social en Mayenne, N°20. 1986. ISSN 0294-4987.